# シュラスコ
シュラスコ（churrasco ポルトガル語: [ʃuˈʁasku], スペイン語: [tʃuˈrasko]）は、牛や羊などの畜肉を鉄製の串に刺し通し、岩塩を振って炭火でじっくりと焼くブラジルの肉料理である。日本においては「ブラジル風バーベキュー」と紹介されることもある。
なお、ポルトガル語が公用語となっているブラジルでの現地発音をカタカナ表記するならばシュハスコとなる。本稿では以下、「シュラスコ」表記を用いる。
周辺国のアルゼンチンなどにも同様の料理があり、スペイン語圏であるそれらの国々ではチュラスコないしはアサード（スペイン語: asado）と呼ばれる。

## 概要
牛肉を中心に、豚肉、鶏肉などのブロック肉やソーセージなどを1メートルほどの長い串に刺して、炭火でじっくりと焼きあげた料理である。ブラジルでは、誕生日などの祝いの日、お祭りの日、週末に家族や仲間が集まったときといった特別な日に食べるとっておきのメニューとして親しまれている。
時間をかけて焼きあげるため、肉類の余分な脂が落ち、肉の旨みも凝縮される。肉そのものの味を活かすため、味つけは岩塩のみとシンプルである。そのまま食べる以外だと、「モーリョ」と呼ばれるみじん切りにしたトマト、タマネギ、ピーマンといった野菜に、オリーブオイルやワインビネガーなどを合わせたソースに付けて食する。

## 歴史
17世紀から19世紀ごろにアルゼンチン、ウルグアイ、ブラジル南部の草原地帯（パンパ）で暮らしていたガウチョたちの間で親しまれていた肉料理が起源だとされている。
「岩塩のみの味つけ」、「ブロック肉を用いる」「時間をかけて肉を焼く」といった基本的な作り方は、現在のシュラスコとほとんど変わりないが、当時は粗塩を振りかけた牛のかたまり肉を串やサーベルに刺し、たき火で何時間もかけて焼きあげていたところに違いがある。

## 類似料理
「串に刺した大きなお肉をじっくり焼く」という点ではトルコ料理のドネルケバブが類似する。
違いとしては、ドネルケバブはブロック肉ではなく、薄切り肉を何枚も重ねてブロック状にまとめて串を刺すこと。味付けのほうも、岩塩のみではなく、ドネルケバブの肉にはスパイスやヨーグルトで下味をつけるという違いがある。

## シュラスカリア
シュラスコを専門に提供するレストランをシュラスカリア (churrascaria) と呼ぶ。
各種畜肉の様々な部位を串刺しにし、シュラスケイロ、ギャルソン、ガウーショ（牧童の格好をしている場合）などと呼ばれる男性ウェイターが程よく焼けた頃合いの具材を串ごと客席に運び、目の前で食べたい量を切り分けるという供し方が特徴。その際にトマト、玉ねぎ、胡瓜などのみじん切りが入ったヴィネグレットソースも出されるので、切り分けた肉に好みの量をかけて食べる。ウェイターが持ってくる串は肉類だけでなく、エビ、パイナップル、焼きバナナなどを刺したものもある。パイナップルは酵素が肉類の消化に良いとされており、理にかなっていると言える。
シュラスカリアの多くは、いわゆる食べ放題のホジージオ (rodízio) 方式で提供する。そうした店にはサラダバーなどが併設されており、テーブルにはバナナ、ファリーニャ（キャッサバ粉のフライ）、米飯、パンのほかに「食べ残し用の皿」も置かれる。加えてウェイターが様々な部位の肉をひっきりなしに持ってくるため、大食漢でもない限りは自分の腹具合と相談しながら食べることになるが、ベン・パッサード（bem passado, 英語で言うウェルダン）やマウ・パッサード（mal passado, 英語で言うレア）などの焼き加減や脂身の多い・少ないなど、肉の好みは人によって違うため、客が自らの希望を伝えればウェイターはその通りにしてくれる。自分が望む種類・肉質の肉が来ない場合には、延々と待たずに遠慮なくウェイターに言えばよい。
必要以上の肉が回ってきたときにはその都度断ればいいのだが、そうした手間を省くために表裏を緑と赤に彩色した金属片や木片、またはカードを置いているシュラスカリアもある。緑色の側を上にすると「肉を持ってきてほしい」というウェイターに対する意思表示（サイン）になり、逆に赤色の側を上にすると「要らない」という意思表示になる。ただし日本のシュラスカリアでは、赤のサインを上にした場合にはサービス提供の全てを断り、食事は完全に終了したものと見なされる。
ブラジルのシュラスカリアでは基本的に時間制限がなく、昼に来て夕方に帰る客なども多い。また、ブラジルの店では牛肉の提供が充実しており、非常に贅沢である。日本のように「もったいない」という考えはなく、食べ損ねて冷たくなった肉もウェイターが皿ごと取り替えてくれる。
なお、シュラスコとはもともとバーベキューを意味する言葉であり、ブラジルの一般家庭で行うときにも同様に呼ばれる。

## ブラジル国外への広がり

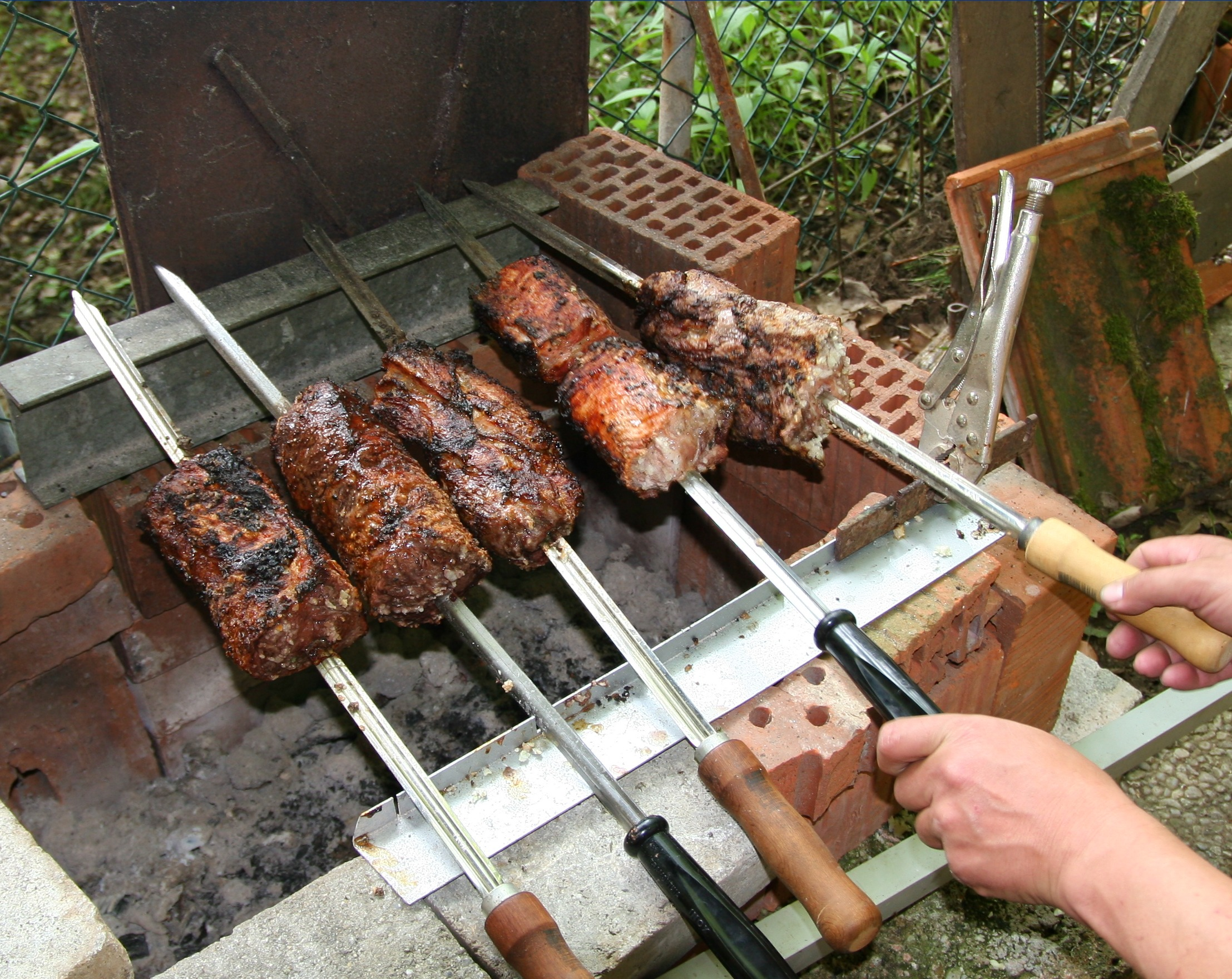
ブラジル風シュラスコ（ドイツ）

### 中国
中華人民共和国の大都市にも、21世紀になって巴西烤肉（ブラジル焼き肉、バーシー・カオロウ）の名でシュラスコを売り物にしたレストランが多く開業している。串に刺す素材は、牛肉などのほかにソーセージなどにも広がり、併せて中華料理のバイキングを出すなどのローカル化も見られる。

### 日本
日本にも、1990年代に多くのシュラスコを売り物にしたブラジル料理、肉料理のレストランがオープンした。神奈川県川崎市、静岡県浜松市、愛知県豊田市などの日系ブラジル人が多い地域には、ブラジル出身者によるシュラスカリアがある。
バッカーナ株式会社（東京都中央区）が、1991年に東京都渋谷でシュラスカリアを開業した。当時の日本はバブル崩壊後であり、牛肉を好きなだけ食べられるシステムは珍しく、シュラスコは人気となったが、やがて勢いは収束し、「バッカーナ渋谷店」も閉店しすることになった。なお、バッカーナは後に銀座などに再オープンする。
1990年にブラジルのサンパウロで誕生したバルバッコアは、1994年6月30日に日本で「バルバッコア 青山店」を開業する。テーブルを回ってサーブするパフォーマンス、15種類程度の肉を提供する、パルミット、キャッサバなども提供する魅力的なサラダバー、代表的ブラジル料理のフェジョアーダやカクテルのカイピリーニャを提供するなど、他の日本のシュラスカリアとの差別化が功を奏し、当初のシュラスコ人気が収束しても人気を保ち続けた。出店に慎重なようにみえたバルバッコアであったが、シュラスコが日本に定着したと思われる2005年から2015年までに日本国内で8店舗を展開し、日本においてシュラスコといえば「バルバッコア」と認識もできあがっている。
ブラジルで本大会が開催された2014 FIFAワールドカップをきっかけに日本国内にシュラスカリアが次々とオープンしたとする認識もある。

## 主な食材
牛肉
- ピッカーニャ
日本ではイチボとも呼ばれる部位。
- アウカトラ、アルカトラ
ランプ
- クッピン
セブ牛の背中のコブから取れる肉。
- コステラ・デ・ボイ
ショートリブ
- コントラ・フィレ
サーロイン
- フラウジィニャ
カイノミ

豚肉
- 豚肩ロース

鶏肉
- コラサォン
鶏のハツ（心臓）

その他
- リングィーサ